# ICE-V列车
試驗型城際列車特快是德國鐵路為德國發展高速鐵路的第一輛試作型列車, 它亦是城際特快列車的先驅者。

## 歷史

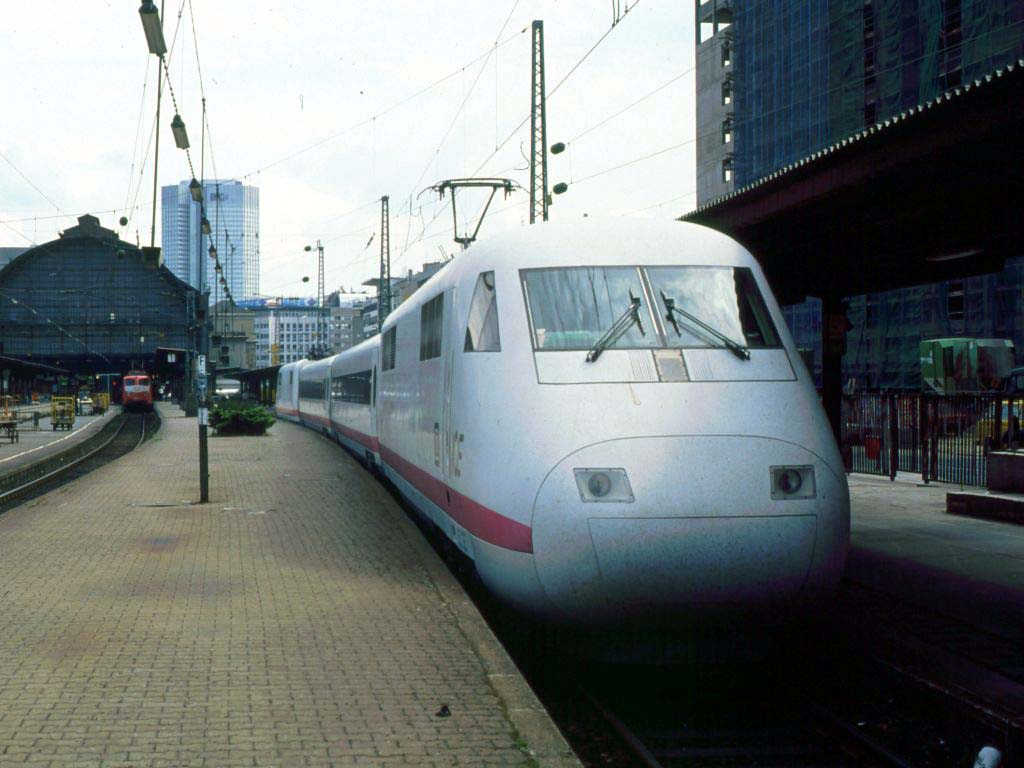
ICE停靠於科隆中央車站

1974年，德國國鐵開始計畫在德國建設一個高速的鐵路網路。在一輪研究、探勘及試建後，在1984年InterCityExperimental正式開始建造。1985年3月15日，410號列車正式在Essen介紹予公眾，並在不久之後開始產生。其9400萬德國馬克的發展費用由德國研究部支付。
在1988年5月1日一次由漢諾威至維爾茨堡的在新建鐵路高速試車中，由5節車廂組成的ICE-V做出406.9公里每小時的高速，這是鐵路列車一個新的世界記錄。但兩年後被法國TGV-Atlantique編號325號列車，在1990年5月18日以每小時515.3公里的速度超越。
InterCityExperimental在1989年6月中作出了特別行駛。北萊茵-西發利亞州長讓當時正在國事訪問德國的苏联共产党中央委员会总书记米哈伊尔·戈尔巴乔夫在一之社交聚會上登上這輛列創紀錄的火車。到這個時，北萊茵-西發利亞州旗和蘇聯的聯邦旗被共同放在車上。
直到1991年市場成熟時，InterCityExperimental數據再一次被整理。技術人員重新估計它的安全最大速度、軔力，並研究量產的可行性。ICE-1型示範車輛面世時，它與InterCityExperimental非常相似，參觀數據亦表示InterCityExperimental只是被修改了很小的地方，這可說明InterCityExperimental的泛用性極高。
在ICE-1實行量產並開始生產後 ，InterCityExperimental重新被命名為「V」和用於進一步的嘗試，例如在1995年它換裝了ICE2的車頭蓋子。經過超過10年的使用，在1998年夏季，ICE-V作它退役前最後一次行駛。
ICE-V在退役後，被其繼承者ICE-1迅速取代。它在德國國鐵多個機械廠房中被分拆。動力車頭一號在Minden作紀念碑，二號放置在慕尼黑，直至2006年4月7日轉移至德國博物館交通中心作展覽。